# Чемпіонат світу з футболу 1950 (кваліфікаційний раунд)
У кваліфікаційному раунді чемпіонату світу з футболу 1950 року 32 збірні змагалися за 14 місць у фінальній частині футбольної світової першості. Ще дві команди, господарі турніру збірна Бразилії і діючий чемпіон світу збірна Італії, кваліфікувалися автоматично, без участі у кваліфікаційному раунді.
Вісім з 32 команд-учасниць кваліфікаційного раунду знялися зі змагання вже після його жеребкування, але так й не провівши жодної гри. Це дозволило відразу п'яти командам автоматично отримати путівку до фінальної частини мундіалю. Тож хоча б по одній грі у відборі провели 19 команд, загалом було зіграно 26 кваліфікаційних матчів, у яких було забито 121 гол (у середньому 4,65 гола за гру).
З 14 команд, що здобили право участі у фінальній частині чемпіонату світу, три, а саме збірні Індії, Шотландії і Туреччини, згодом відмовилися від участі. ФІФА спробувала запропонувати взяти участь у турнірі декількам командам, які кваліфікаційний раунд не подолали, а після їх відмови узгодила рішення про проведення фінальної частини ЧС-1950 за участі лише 13 збірних.

## Формат
32 команди-учасниці відбору на момент жеребкування були розподілені за географічною ознакою на 10 груп:
- Групи з 1 по 6 – Європа: 7 місць, за які змагалися 18 команд. (включаючи збірні Ізраїлю і Сирії).
- Групи з 7 по 9 – Америка: 6 місць, за які змагалися 10 команд.
- Група 10 – Азія: 1 місце, на яке претендували 4 команди.

Відбіркові групи розрізнялися кількістю учасників і турнірним форматом:
- Група 1 мала 4 учасників. Кожна пара команд проводила між собою по одній грі. Переможець групи і команда, що посіла друге місце, кваліфікувалися.
- Групи 2, 3 і 4 мали по 3 учасники. Найсильніша команда кожної з груп отримувала статус сіяної. Змагання проходили у два раунди:
  - Перший раунд: Дві несіяні команди грали між собою по дві гри, одній вдома і одній на виїзді. Переможець за сумою двох матчів проходив до заключного раунду.
  - Заключний раунд: Сіяні команди грали проти переможців Першого раунду по дві гри, одній вдома і одній на виїзді. Переможці за сумою двох матчів кваліфікувалися.
- Група 5 мала 3 учасників. Кожна пара команд проводила між собою по дві гри, одній вдома і одній на виїзді. Переможець групи кваліфікувався.
- Група 6 мала 2 учасників. Команди проводили між собою по дві гри, одній вдома і одній на виїзді. Переможець групи кваліфікувався.
- Група 7 мала 3 учасників. Переможець групи і команда, що посіла друге місце, кваліфікувалися.
- Група 8 мала 4 учасників. Переможець групи і команда, що посіла друге місце, кваліфікувалися.
- Група 9 мала 3 учасників. Кожна пара команд проводила між собою по дві гри. Переможець групи і команда, що посіла друге місце, кваліфікувалися.
- Група 10 мала 4 учасників. Переможець групи кваліфікувався.

## Група 1
| Поз | Команда        | І | В | Н | П | ГЗ | ГП | РГ  | О | Кваліфікація |
| --- | -------------- | - | - | - | - | -- | -- | --- | - | ------------ |
| 1   | Англія         | 3 | 3 | 0 | 0 | 14 | 3  | +11 | 6 |              |
| 2   | Шотландія      | 3 | 2 | 0 | 1 | 10 | 3  | +7  | 4 |              |
| 3=  | Уельс          | 3 | 0 | 1 | 2 | 1  | 6  | −5  | 1 |              |
| 3=  | Ірландія (ІФА) | 3 | 0 | 1 | 2 | 4  | 17 | −13 | 1 |              |

| 1 жовтня 1949 | Ірландія (ІФА) | 2–8      | Шотландія                                                                | Белфаст, Північна Ірландія                                                |  |
|               | Сміт 50', 59'  | Протокол | Морріс 2', 70', 88' Водделл 5', 31' (пен.) Стіл 23' Райлі 24' Мейсон 80' | Стадіон: Віндзор Парк Глядачі: 50 000 Суддя: Реджинальд Мортімер (АНглія) |  |
|               |                |          |                                                                          |                                                                           |  |

| 15 жовтня 1949 | Уельс        | 1–4      | Англія                              | Кардіфф, Уельс                                                     |  |
|                | Гріффітс 80' | Протокол | Мортенсен 22' Мілберн 29', 34', 66' | Стадіон: Нініан-Парк Глядачі: 61 079 Суддя: Джек Моват (Шотландія) |  |
|                |              |          |                                     |                                                                    |  |

| 9 листопада 1949 | Шотландія              | 2–0      | Уельс | Глазго, Шотландія                                                |  |
|                  | Макфейл 25' Лінвуд 78' | Протокол |       | Стадіон: Гемпден-Парк Глядачі: 73 782 Суддя: Ес Кей Лоу (Англія) |  |
|                  |                        |          |       |                                                                  |  |

| 16 листопада 1949 | Англія                                                                  | 9–2      | Ірландія (ІФА)       | Манчестер, Англія                                                 |  |
|                   | Роулі 6', 47', 56', 58' Фроггатт 25' Мортенсен 35', 50' Пірсон 33', 68' | Протокол | Сміт 55' Бреннан 75' | Стадіон: Мейн-Роуд Глядачі: 69 742 Суддя: Мервін Гріффітс (Уельс) |  |
|                   |                                                                         |          |                      |                                                                   |  |

| 8 березня 1950 | Уельс | 0–0      | Ірландія (ІФА) | Рексем, Уельс                                                           |  |
|                |       | Протокол |                | Стадіон: Рейскорс Граунд Глядачі: 30 000 Суддя: Реджинальд Ліф (Англія) |  |
|                |       |          |                |                                                                         |  |

| 15 квітня 1950 | Шотландія | 0–1      | Англія     | Глазго, Шотландія                                                     |  |
|                |           | Протокол | Бентлі 64' | Стадіон: Гемпден-Парк Глядачі: 133 300 Суддя: Реджинальд Ліф (Англія) |  |
|                |           |          |            |                                                                       |  |

Англія кваліфікувалася. Шотландія також кваліфікувалася, проте відмовилася від участі.

## Група 2

### Перший раунд
| Поз | Команда   | І | В | Н | П | ГЗ | ГП | РГ | О | Кваліфікація |
| --- | --------- | - | - | - | - | -- | -- | -- | - | ------------ |
| 1   | Туреччина | 1 | 1 | 0 | 0 | 7  | 0  | +7 | 2 |              |
| 2   | Сирія     | 1 | 0 | 0 | 1 | 0  | 7  | −7 | 0 |              |

| 20 листопада 1949 | Туреччина                                                                | 7–0 | Сирія | Анкара, Туреччина                                        |  |
|                   | Кансевер 12', 16', 87' Екен 44' Кючюкандоньядіс 66' Кескін 67' Килич 72' |     |       | Стадіон: Стадіон 19 травня Суддя: Антоніо Гамба (Італія) |  |
|                   |                                                                          |     |       |                                                          |  |

Після першої гри Сирія знялася зі змагання, і другий матч не проводився. Туреччина пройшла до заключного раунду.

### Заключний раунд
| Місце | Команда   | І                               | В                               | Н                               | П                               | Г+                              | Г-                              | СГ                              | О                               |
| ----- | --------- | ------------------------------- | ------------------------------- | ------------------------------- | ------------------------------- | ------------------------------- | ------------------------------- | ------------------------------- | ------------------------------- |
| 1     | Туреччина | кваліфікувалася, згодом знялася | кваліфікувалася, згодом знялася | кваліфікувалася, згодом знялася | кваліфікувалася, згодом знялася | кваліфікувалася, згодом знялася | кваліфікувалася, згодом знялася | кваліфікувалася, згодом знялася | кваліфікувалася, згодом знялася |
| 2     | Австрія   | знялася                         | знялася                         | знялася                         | знялася                         | знялася                         | знялася                         | знялася                         | знялася                         |

Австрія знялася, і Туреччина кваліфікувалася автоматично. Але згодом Туреччина також знялася, і ФІФА запропонувала місце у фінальній частині ЧС-1950, яке вивільнилося, Португалії, що посіла друге місце у Групі 6, але відмовилася від цієї пропозиції. Врешті-решт ФІФА вирішила не пропонувати це місце у фінальній частині чемпіонату іншим командам і провести його з неповним складом учасників.

## Група 3

### Перший раунд
| Поз | Команда   | І | В | Н | П | ГЗ | ГП | РГ | О | Кваліфікація |
| --- | --------- | - | - | - | - | -- | -- | -- | - | ------------ |
| 1   | Югославія | 2 | 2 | 0 | 0 | 11 | 2  | +9 | 4 |              |
| 2   | Ізраїль   | 2 | 0 | 0 | 2 | 2  | 11 | −9 | 0 |              |

| 21 серпня 1949 | Югославія                                                           | 6–0      | Ізраїль | Белград, Югославія                                                    |  |
|                | Паєвич 12', 19', 26' Сенчар 44' Ж. Чайковський 63' Бобек 83' (пен.) | Протокол |         | Стадіон: Стадіон ЮНА Глядачі: 35 000 Суддя: Джованні Галеаті (Італія) |  |
|                |                                                                     |          |         |                                                                       |  |

| 18 вересня 1949 | Ізраїль         | 2–5      | Югославія                                                      | Тель-Авів, Ізраїль                                             |  |
|                 | Глацер 65', 76' | Протокол | Валок 19', 64' Бобек 20' З. Чайковський 41' Ж. Чайковський 82' | Стадіон: Маккабія Глядачі: 20 000 Суддя: Йозеф Кінстліх (Кіпр) |  |
|                 |                 |          |                                                                |                                                                |  |

Югославія пройшла до заключного раунду.

### Заключний раунд
| Поз | Команда   | І | В | Н | П | ГЗ | ГП | РГ | О | Кваліфікація |
| --- | --------- | - | - | - | - | -- | -- | -- | - | ------------ |
| 1   | Франція   | 2 | 0 | 2 | 0 | 2  | 2  | 0  | 2 |              |
| 1   | Югославія | 2 | 0 | 2 | 0 | 2  | 2  | 0  | 2 |              |

| 9 жовтня 1949 | Югославія          | 1–1      | Франція  | Белград, Югославія                                                         |  |
|               | Ж. Чайковський 36' | Протокол | Байо 55' | Стадіон: Стадіон ЮНА Глядачі: 50 000 Суддя: Карел ван дер Мер (Нідерланди) |  |
|               |                    |          |          |                                                                            |  |

| 30 жовтня 1949 | Франція | 1–1      | Югославія | Париж, Франція                                                                   |  |
|                | Байо 8' | Протокол | Бобек 44' | Стадіон: Стад Олімпік де Коломб Глядачі: 53 569 Суддя: Джованні Галеаті (Італія) |  |
|                |         |          |           |                                                                                  |  |

За сумою двох матчів рахунок був 2:2, і для визначення переможця був призначений третій матч на нейтральному полі.
| 11 грудня 1949 | Югославія                                      | 3–2      | Франція                 | Флоренція, Італія                                                               |  |
|                | Михайлович 12', 84' (пен.) Ж. Чайковський 114' | Протокол | Вальтер 13' Люсьяно 83' | Стадіон: Стадіо Джованні Берта Глядачі: 25 000 Суддя: Джованні Галеаті (Італія) |  |
|                |                                                |          |                         |                                                                                 |  |

Югославія кваліфікувалася, проте з огляду на непоодинокі відмови від участі у чемпіонаті Франції також було запропоновано стати учасником його фінальної частини. Пропозиція була спочатку прийнята, проте згодом відкинута.

## Група 4

### Перший раунд
| Поз | Команда    | І | В | Н | П | ГЗ | ГП | РГ | О | Кваліфікація |
| --- | ---------- | - | - | - | - | -- | -- | -- | - | ------------ |
| 1   | Швейцарія  | 2 | 2 | 0 | 0 | 8  | 4  | +4 | 4 |              |
| 2   | Люксембург | 2 | 0 | 0 | 2 | 4  | 8  | −4 | 0 |              |

| 26 червня 1949 | Швейцарія                                          | 5–2      | Люксембург           | Цюрих, Швейцарія                                                  |  |
|                | Майяр 20' Фаттон 30', 41' Балламан 48' Антенен 59' | Протокол | Вагнер 3' Ройтер 88' | Стадіон: Гардтурм Глядачі: 15 000 Суддя: Шарль Деласаль (Франція) |  |
|                |                                                    |          |                      |                                                                   |  |

| 18 вересня 1949 | Люксембург           | 2–3      | Швейцарія                          | Люксембург, Люксембург                                                    |  |
|                 | Мюллер 3' Кремер 38' | Протокол | Майяр 1' Фрідлендер 59' Фаттон 75' | Стадіон: Муніципальний стадіон Глядачі: 3 000 Суддя: П'єр Тонен (Бельгія) |  |
|                 |                      |          |                                    |                                                                           |  |

Швейцарія пройшла до заключного раунду.

### Заключний раунд
| Місце | Команда   | І               | В               | Н               | П               | Г+              | Г-              | СГ              | О               |
| ----- | --------- | --------------- | --------------- | --------------- | --------------- | --------------- | --------------- | --------------- | --------------- |
| 1     | Швейцарія | кваліфікувалася | кваліфікувалася | кваліфікувалася | кваліфікувалася | кваліфікувалася | кваліфікувалася | кваліфікувалася | кваліфікувалася |
| 2     | Бельгія   | знялася         | знялася         | знялася         | знялася         | знялася         | знялася         | знялася         | знялася         |

Бельгія знялася, тож Швейцарія кваліфікувалася автоматично.

## Група 5
| Поз | Команда        | І | В | Н | П | ГЗ | ГП | РГ | О | Кваліфікація |
| --- | -------------- | - | - | - | - | -- | -- | -- | - | ------------ |
| 1   | Швеція         | 2 | 2 | 0 | 0 | 6  | 2  | +4 | 4 |              |
| 2   | Ірландія (ФАІ) | 4 | 1 | 1 | 2 | 6  | 7  | −1 | 3 |              |
| 3   | Фінляндія      | 2 | 0 | 1 | 1 | 1  | 4  | −3 | 1 |              |

| 2 червня 1949 | Швеція                                      | 3–1      | Ірландія (ФАІ) | Стокгольм, Швеція                                          |  |
|               | Андерсон 17' (пен.) Єппсон 37' Лідгольм 69' | Протокол | Волш 9'        | Стадіон: Росунда Глядачі: 38 000 Суддя: Луї Барт (Бельгія) |  |
|               |                                             |          |                |                                                            |  |

| 8 вересня 1949 | Ірландія (ФАІ)                   | 3–0      | Фінляндія | Дублін, Ірландія                                                    |  |
|                | Гевін 35' Мартін 44' (пен.), 68' | Протокол |           | Стадіон: Далімаунт Парк Глядачі: 22,479 Суддя: В.Г.Е. Іван (Англія) |  |
|                |                                  |          |           |                                                                     |  |

| 9 жовтня 1949 | Фінляндія   | 1–1      | Ірландія (ФАІ) | Гельсінкі, Фінляндія                                                               |  |
|               | Вайгела 89' | Протокол | Фаррелл 65'    | Стадіон: Олімпійський стадіон Глядачі: 13 000 Суддя: Йоган Бронкгорст (Нідерланди) |  |
|               |             |          |                |                                                                                    |  |

| 13 листопада 1949 | Ірландія (ФАІ)    | 1–3      | Швеція               | Дублін, Ірландія                                                    |  |
|                   | Мартін 61' (пен.) | Протокол | Пальмер 4', 40', 68' | Стадіон: Далімаунт Парк Глядачі: 41 031 Суддя: Вільям Лінг (Англія) |  |
|                   |                   |          |                      |                                                                     |  |

Швеція кваліфікувалася. Фінляндія знялася зі змагання до його завершення. Команда Ірландії (ФАІ) була запрошена до участі у фінальній стадії, але відмовилася через високі витрати, пов'язані з участю.

## Група 6
| Поз | Команда    | І | В | Н | П | ГЗ | ГП | РГ | О |  |
| --- | ---------- | - | - | - | - | -- | -- | -- | - |  |
| 1   | Іспанія    | 2 | 1 | 1 | 0 | 7  | 3  | +4 | 3 |  |
| 2   | Португалія | 2 | 0 | 1 | 1 | 3  | 7  | −4 | 1 |  |

| 2 квітня 1950 | Іспанія                                          | 5–1      | Португалія  | Мадрид, Іспанія                                                                |  |
|               | Сарра 11', 58' Басора 13' Панісо 15' Моловни 65' | Протокол | Кабріта 36' | Стадіон: Естадіо Нуево Чамартін Глядачі: 80 000 Суддя: Реджинальд Ліф (Англія) |  |
|               |                                                  |          |             |                                                                                |  |

| 9 квітня 1950 | Португалія               | 2–2      | Іспанія              | Лісабон, Португалія                                          |  |
|               | Травассуш 51' Коррея 53' | Протокол | Сарра 24' Гаїнса 82' | Стадіон: Жамор Глядачі: 30 000 Суддя: Джек Моват (Шотландія) |  |
|               |                          |          |                      |                                                              |  |

Іспанія кваліфікувалася. Португалію також запрошували до фінальної стадії змагання, проте вона відмовилася.

## Група 7
| Місце | Команда   | І               | В               | Н               | П               | Г+              | Г-              | СГ              | О               |
| ----- | --------- | --------------- | --------------- | --------------- | --------------- | --------------- | --------------- | --------------- | --------------- |
| 1     | Болівія   | кваліфікувалися | кваліфікувалися | кваліфікувалися | кваліфікувалися | кваліфікувалися | кваліфікувалися | кваліфікувалися | кваліфікувалися |
| 1     | Чилі      | кваліфікувалися | кваліфікувалися | кваліфікувалися | кваліфікувалися | кваліфікувалися | кваліфікувалися | кваліфікувалися | кваліфікувалися |
| 3     | Аргентина | знялася         | знялася         | знялася         | знялася         | знялася         | знялася         | знялася         | знялася         |

Аргентина знялася, тож Болівія і Чилі кваліфікувалися автоматично.

## Група 8
| Місце | Команда  | І               | В               | Н               | П               | Г+              | Г-              | СГ              | О               |
| ----- | -------- | --------------- | --------------- | --------------- | --------------- | --------------- | --------------- | --------------- | --------------- |
| 1     | Уругвай  | кваліфікувалися | кваліфікувалися | кваліфікувалися | кваліфікувалися | кваліфікувалися | кваліфікувалися | кваліфікувалися | кваліфікувалися |
| 1     | Парагвай | кваліфікувалися | кваліфікувалися | кваліфікувалися | кваліфікувалися | кваліфікувалися | кваліфікувалися | кваліфікувалися | кваліфікувалися |
| 3     | Еквадор  | знялися         | знялися         | знялися         | знялися         | знялися         | знялися         | знялися         | знялися         |
| 3     | Перу     | знялися         | знялися         | знялися         | знялися         | знялися         | знялися         | знялися         | знялися         |

Еквадор і Перу знялися, тож Уругвай і Парагвай кваліфікувалися автоматично.

## Група 9
| Поз | Команда | І | В | Н | П | ГЗ | ГП | РГ  | О | Кваліфікація |
| --- | ------- | - | - | - | - | -- | -- | --- | - | ------------ |
| 1   | Мексика | 4 | 4 | 0 | 0 | 17 | 2  | +15 | 8 |              |
| 2   | США     | 4 | 1 | 1 | 2 | 8  | 15 | −7  | 3 |              |
| 3   | Куба    | 4 | 0 | 1 | 3 | 3  | 11 | −8  | 1 |              |

| 4 вересня 1949 | США | 0–6 | Мексика                                                    | Мехіко, Мексика                                                           |  |
|                |     |     | Флорес 20' Луна 30' де ла Фуенте 37', 55', 58' Септьєн 85' | Стадіон: Естадіо де лос Депортес Глядачі: 60 000 Суддя: Хосе Тапія (Куба) |  |
|                |     |     |                                                            |                                                                           |  |

| 11 вересня 1949 | Мексика              | 2–0 | Куба | Мехіко, Мексика                                                |  |
|                 | Луна 26' Касарін 57' |     |      | Стадіон: Естадіо де лос Депортес Суддя: Пруденсіо Гарсія (США) |  |
|                 |                      |     |      |                                                                |  |

| 14 вересня 1949 | Куба      | 1–1 | США        | Мехіко, Мексика                                 |  |
|                 | Гомес 28' |     | Воллас 23' | Стадіон: Естадіо де лос Депортес Глядачі: 8 000 |  |
|                 |           |     |            |                                                 |  |

| 18 вересня 1949 | Мексика                                                   | 6–2 | США                   | Мехіко, Мексика                                                           |  |
|                 | Ортіс 14' Касарін 23', 41', 76' де ла Фуенте 47' Очоа 89' |     | Соуза 52' Ваттмен 90' | Стадіон: Естадіо де лос Депортес Глядачі: 54 500 Суддя: Хосе Тапія (Куба) |  |
|                 |                                                           |     |                       |                                                                           |  |

| 21 вересня 1949 | США                                           | 5–2 | Куба                 | Мехіко, Мексика                                                           |  |
|                 | Бар 16' Соуза 23' Матевич 30', 35' Воллас 48' |     | Баркін 42' Вейга 50' | Стадіон: Естадіо де лос Депортес Глядачі: 60 000 Суддя: Хосе Тапія (Куба) |  |
|                 |                                               |     |                      |                                                                           |  |

| 25 вересня 1949 | Мексика                     | 3–0 | Куба | Мехіко, Мексика                                                |  |
|                 | Наранхо 44', 88' Флорес 58' |     |      | Стадіон: Естадіо де лос Депортес Суддя: Пруденсіо Гарсія (США) |  |
|                 |                             |     |      |                                                                |  |

Мексика і США кваліфікувалися.

## Група 10
| Місце | Команда   | І                               | В                               | Н                               | П                               | Г+                              | Г-                              | СГ                              | О                               |
| ----- | --------- | ------------------------------- | ------------------------------- | ------------------------------- | ------------------------------- | ------------------------------- | ------------------------------- | ------------------------------- | ------------------------------- |
| 1     | Індія     | кваліфікувалися, згодом знялася | кваліфікувалися, згодом знялася | кваліфікувалися, згодом знялася | кваліфікувалися, згодом знялася | кваліфікувалися, згодом знялася | кваліфікувалися, згодом знялася | кваліфікувалися, згодом знялася | кваліфікувалися, згодом знялася |
| 2     | Бірма     | знялися                         | знялися                         | знялися                         | знялися                         | знялися                         | знялися                         | знялися                         | знялися                         |
| 2     | Індонезія | знялися                         | знялися                         | знялися                         | знялися                         | знялися                         | знялися                         | знялися                         | знялися                         |
| 2     | Філіппіни | знялися                         | знялися                         | знялися                         | знялися                         | знялися                         | знялися                         | знялися                         | знялися                         |

Бірма, Індонезія і Філіппіни знялися зі змагання до жеребкування відбору, тож Індія кваліфікувалася автоматично. Але згодом Індія також знялася зі змагання через високі витрати, пов'язані з участю, також Всеіндійська футбольна федерація зазначила бажання сконцентуватися на участі футбольної збірної країни на Олімпійських іграх 1952 року. Утім широко розповюдженою є також версія про те, що індійці відмовилися від участі через заборону виступати босоніж. ФІФА вирішила не пропонувати це місце у фінальній частині чемпіонату іншим командам і провести його з неповним складом учасників.

## Учасники
| Команда      | Кількість участей | Кількість участей поспіль | Остання участь |
| ------------ | ----------------- | ------------------------- | -------------- |
| Болівія      | 2                 | 1                         | 1930           |
| Бразилія (г) | 4                 | 4                         | 1938           |
| Чилі         | 2                 | 1                         | 1930           |
| Англія       | 1                 | 1                         | –              |
| Індія        | 1                 | 1                         | –              |
| Італія (ч)   | 3                 | 3                         | 1938           |
| Мексика      | 2                 | 1                         | 1930           |
| Парагвай     | 2                 | 1                         | 1930           |
| Іспанія      | 2                 | 1                         | 1934           |
| Шотландія    | 1                 | 1                         | –              |
| Швеція       | 3                 | 3                         | 1938           |
| Швейцарія    | 3                 | 3                         | 1938           |
| Туреччина    | 1                 | 1                         | –              |
| США          | 3                 | 1                         | 1934           |
| Уругвай      | 2                 | 1                         | 1930           |
| Югославія    | 2                 | 1                         | 1930           |

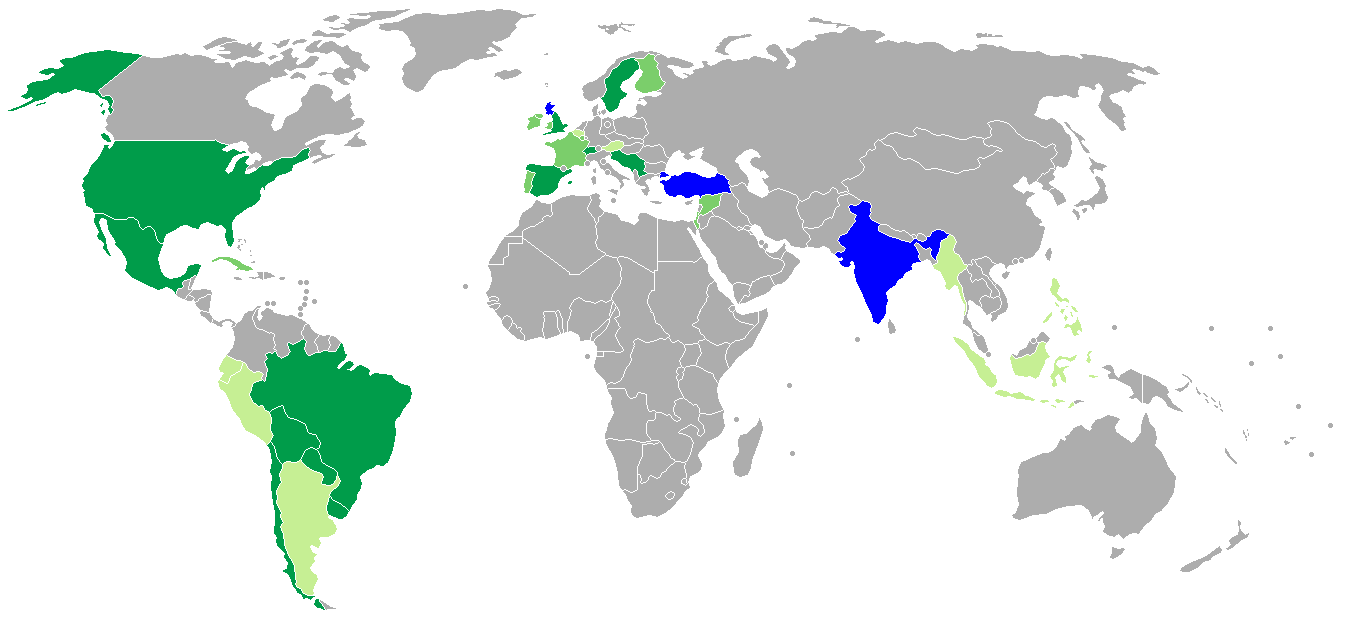
Учасники кваліфікаційного раунду чемпіонату світу 1950

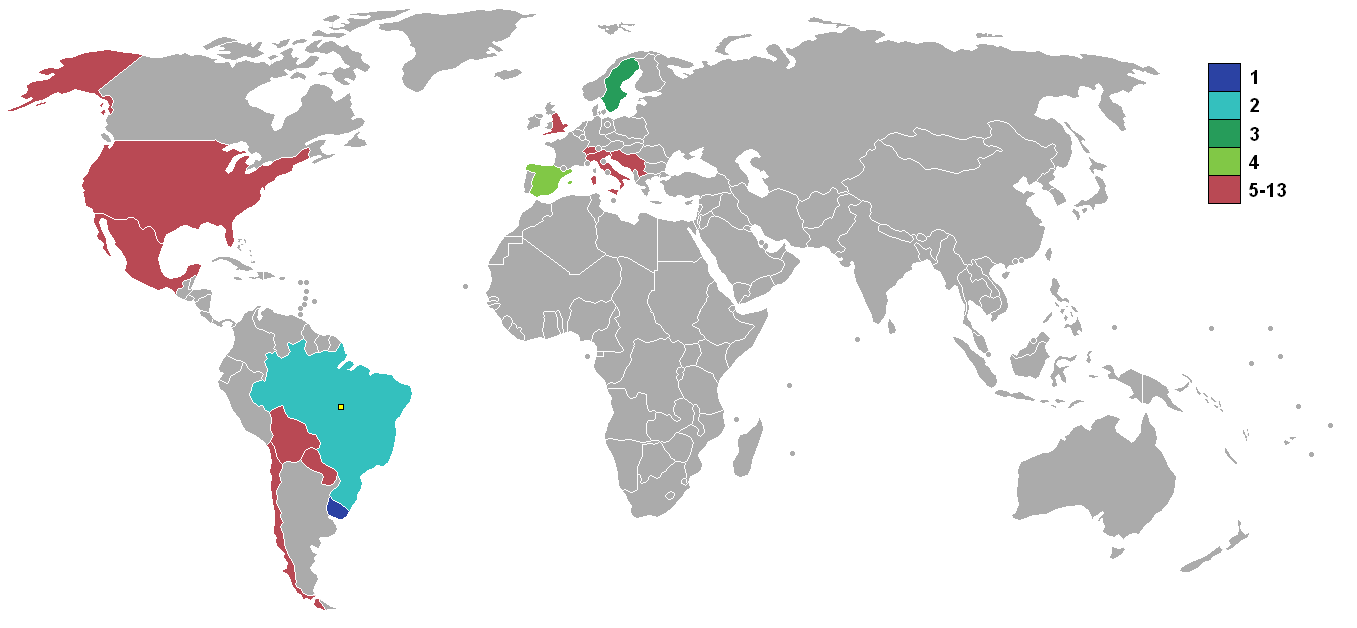
Учасники фінального турніру чемпіонату світу 1950 із зазначенням досягнутого прогресу.

- Індія,  Шотландія і  Туреччина знялися після успішної кваліфікації.
- (г) – кваліфікувалася автоматично як господар фінального турніру
- (ч) – кваліфікувалася автоматично як діючий чемпіон

## Бомбардири
4 голи
| - Джек Роулі - Орасіо Касарін | - Луїс де ла Фуенте | - Желько Чайковський |

3 голи
| - Джекі Мілберн - Стен Мортенсен - Семюел Сміт - Кон Мартін | - Генрі Морріс - Тельмо Сарра - Карл-Ерік Пальмер - Жак Фаттон | - Фахреддін Кансевер - Степан Бобек - Мілутін Паєвич |

2 голи
| - Стен Пірсон - Анрі Байо - Єгошуа Глацер - Антоніо Флорес - Луїс Луна | - Хосе Наранхо - Віллі Водделл - Рене Майяр - Піт Матевич - Джон Соуза | - Френк Воллас - Првослав Михайлович - Марко Валок |

1 гол
| - Хасінто Баркін - Хосе Гомес - Сантьяго Вейга - Рой Бентлі - Джек Фроггатт - Йорма Вайгела - Жан Люсьяно - Маріус Вальтер - Боббі Бреннан - Пітер Фаррелл - Джонні Гевін - Дейві Волш - Джим Кремер - Арманд Мюллер - Мішель Ройтер - Каміль Вагнер | - Маріо Очоа - Ектор Ортіс - Карлос Септьєн - Фернанду Кабріта - Антоніу Жезуш Коррея - Жозе Травассуш - Александер Лінвуд - Джиммі Мейсон - Джон Макфейл - Лоурі Райлі - Біллі Стіл - Естаніслао Басора - Августин Гаїнса - Луїс Моловни - Хосе Луїс Панісо - Суне Андерсон | - Гассе Єппсон - Нільс Лідгольм - Кікі Антенен - Робер Балламан - Ганс-Петер Фрідлендер - Волтер Бар - Бен Ваттмен - Бюлент Екен - Ерол Кескін - Гюндюз Килич - Лефтер Кючюкандоньядіс - Мел Гріффітс - Златко Чайковський - Божидар Сенчар |